# Київ Кепіталз (хокейний клуб)
ХК «Київ Кепіталз» — український хокейний клуб з Києва. Команда заснована у 2023 році. Виступає у чемпіонаті України з хокею.

## Історія клубу
По закінченню чоловічого чемпіонату світу 2023 року Дивізіоні ІВ було оголошено про те, що в чемпіонаті України з'явиться новий хокейний клуб. Він базуватиметься в Києві та матиме назву «Київські Кепіталз». Одним з ініціаторів створення нової команди був її майбутній головний тренер — Вадим Валерійович Шахрайчук.
До тренерського штабу Шахрайчука також увійшли Юрій Гунько, тренер воротарів Олександр Федоров та керівник дитячої школи «Крижинка» — Ігор Архипенко. Капітаном новоствореної команди став досвідчений нападник національної збірної України — Сергій Черненко.
Клуб дебютував у чемпіонаті України з хокею в сезоні 2023—24 років та за підсумками сезону посів четверте місце в турнирній таблиці. В плей-оф команда програла в столичному дербі серію до чотирьох перемог майбутньому чемпіону того чемпіонату — «Сокілу». Найкращим бомбардиром команди в дебютному сезоні став Ярослав Панченко, в активі якого було 43 очки (31+12) в регулярному сезоні та 4 закинуті шайби в плей-оф.
В структурі клуба «Київ Кепіталз» окрім чоловічої команди, також функціонують жіноча, молодіжна та дитяча команда хокейної школи «Крижинка».

## Склади команди
Основні скорочення:
А — асистент, К — капітан, Л — ліва, П — права, ЛК — лівий крайній, ПК — правий крайній, Ц — центровий,  — травмований.
Станом на 20 квітня 2024
| #  | Країна     | Гравець           | Захват | Дата народження |
| -- | ---------- | ----------------- | ------ | --------------- |
| 1  | Україна    | Ярослав Андрійчук | Л      | 13 квітня 2005  |
| 35 | Словаччина | Боріс Бабік       | Л      | 2 жовтня 1997   |
| 72 | Україна    | Назар Бойко       | Л      | 17 жовтня 2006  |

| #  | Країна    | Гравець           | Кидок | Дата народження   |
| -- | --------- | ----------------- | ----- | ----------------- |
| 2  | Україна   | Павло Таран       | Л     | 4 квітня 1992     |
| 21 | Фінляндія | Еету Моксунен     | П     | 14 липня 1997     |
| 24 | Україна   | Денис Хонін       | П     | 24 червня 1989    |
| 27 | Україна   | Тимур Лапко       | П     | 16 лютого 2006    |
| 38 | Україна   | Костянтин Рябенко | Л     | 26 квітня 1983    |
| 44 | Україна   | Данило Бабчук     | П     | 2 квітня 2000     |
| 77 | Латвія    | Деніс Берднікс    | П     | 22 листопада 1999 |
| 78 | Україна   | Валентин Сірченко | П     | 10 квітня 1994    |

| #  | Країна  | Гравець             | Кидок | Дата народження |
| -- | ------- | ------------------- | ----- | --------------- |
| 7  | Україна | Роман Дяченко       | Л     | 17 серпня 2006  |
| 8  | Україна | Микола Дворник      | Л     | 21 квітня 1995  |
| 11 | Україна | Данило Тищенко      | Л     | 29 липня 2000   |
| 14 | Україна | Євген Секірко       | Л     | 24 квітня 1988  |
| 15 | Україна | Владислав Луговий   | П     | 1 серпня 1995   |
| 18 | Україна | Сергій Черненко (К) | П     | 16 лютого 1984  |
| 28 | Україна | Андрій Кривоножкін  | Л     | 28 лютого 2003  |
| 29 | Україна | Ярослав Панченко    | Л     | 13 вересня 2001 |
| 32 | Україна | Олександр Валькун   | Л     | 8 липня 2006    |
| 42 | Україна | Олександр Древаль   | Л     | 26 квітня 2006  |
| 55 | Україна | Єгор Безуглий       | Л     | 1 жовтня 1991   |
| 71 | Україна | Артем Архипенко     | Л     | 4 липня 2007    |
| 81 | Україна | Олександр Койда     | П     | 18 червня 2003  |
| 88 | Україна | Владислав Куцевич   | Л     | 8 квітня 1994   |
| 97 | Україна | Денис Плесовських   | Л     | 11 серпня 2006  |
| 98 | Україна | Микита Олійник      | Л     | 21 липня 1998   |